# Mária Trošková
Mária Trošková (* 26. April 1987 in Púchov) ist eine slowakische Unternehmerin, Model und ehemalige Assistentin des slowakischen Ministerpräsidenten Robert Fico.

## Leben
Im Jahr 2007 erreichte Trošková das Finale der slowakischen Miss-Universe-Wahlen. Sie war zunächst Assistentin des Politikers und Unternehmers Pavol Rusko aus der Partei Aliancia nového občana.
Robert Fico setzte die politisch völlig unerfahrene Trošková am 1. März 2015 als seine persönliche Assistentin ein. Ficos Presseabteilung weigerte sich nach ihrer Ernennung, eine Beschreibung ihrer Aufgaben, ihrer Position in der Regierung oder Angaben über eine Sicherheitsprüfung ihrer Person zu machen.
Der im Jahr 2018 ermordete Journalist Ján Kuciak deckte als Teil eines Reporterteams auf, dass Trošková seit 2011 Geschäftspartnerin des Italieners Antonino Vadalà war. Vadalà lebt in der Slowakei und besitzt ein Netzwerk an landwirtschaftlichen Firmen im Osten des Landes. Ihm werden Kontakte zur italienischen Mafia nachgesagt. Trošková und Vadalà gründeten im Jahr 2011 gemeinsam die Firma GIA Management, die ihren Angaben zufolge die Geschäftsfelder in der Immobilien- und Baubranche sowie in der Verpackungsindustrie und der Fotografie habe. Beide hatten laut einem slowakischen Pressebericht auch privat Kontakt.
Mária Trošková legte bis zur Aufklärung von Kuciaks Ermordung ihren Posten als Ficos Assistentin nieder. Ministerpräsident Fico verteidigte nach dem Bekanntwerden der Vorwürfe seine ehemalige Beraterin Trošková. Er sagte laut der Zeitung SME, unschuldige Menschen würden mit einem Doppelmord in Verbindung gebracht.